# 歌頌詩
歌頌詩，是日本純種競賽馬匹。生涯主要出戰短途及一哩賽事，曾於2020年勝出雌馬賽。

## 出賽前
2017年5月11日出生於北海道新日高町藤原牧場，所有權歸於牧場旗下。
其後交由栗東訓練中心練馬師北出成人訓練。

## 競賽生涯

### 2歲
2019年12月14日出戰中山競馬場2歲新馬戰，比賽初段維持於第二、三左右的位置順利推進，進入直路後輕鬆加速超越前方的對手，及後繼續堅守位置下以1 3/4馬位優勢取首勝。

### 3歲
2020年年初出戰一捷馬戰白梅賞取得第五，其後挑戰表列賽小妖精錦標亦僅能跑獲第四的戰績。
3月15日出戰雌馬賽，本次比賽其未有主動上前，而是保持於約莫第十的位置穩步推進。進入直路後，其按照騎師岩田康誠的指揮由內欄位置加速突破，最終成功超越前方賽駒下取得首個分級賽冠軍。
其後順利出戰櫻花賞，然而於比賽初段因漏閘未能進佔有利位置，最終於直路亦未能成功衝出，以第九的戰績落敗。
賽後，其進入長期休養，於年間未有再出戰任何賽事。

### 4歲
2021年4月10日於休養接近1年後，其於阪神牝馬錦標復出。比賽開始後，其選擇進佔第第二的位置，以跟隨領放馬嬌花吐艷的姿態推進，但於進入直路後未能維持走勢，最終以第五完賽。
5月繼續出戰分級賽並以京王盃春季盃作為目標，但未能維持穩定的節奏下於直路陷入不利局面，最終以第七落敗。
再度休養後於12月縮程出戰表列賽青金石錦標，比賽初段維持於中團位置下未有太大動作，於通過最後彎道時才逐步抽出外檔。進入直路後，其於外檔位置展開猛烈的衝刺，最終成功超越前方的對手並壓制大成前程，取得久違的勝利。

### 5歲
2022年其以絲路錦標作為首戰，選擇保持於中後方位置下於直路未能最大程度衝出，最終僅能以第六的戰績作結。
其後未有出戰任何賽事，但於11月4日才正式退役並取消日本中央競馬會的賽駒註冊。

### 詳細賽績
| 日期       | 舉辦國家 | 馬場 | 距離   | 級別 | 賽事名稱     | 負重 | 騎師 | 馬號 | 出馬 | 名次   | 時間     | 頭馬（二馬） |
| ---------- | -------- | ---- | ------ | ---- | ------------ | ---- | ---- | ---- | ---- | ------ | -------- | ------------ |
| 14/12/2019 | 日本     | 中山 | 草1600 |      | 2歲新馬      | 54   | 5    | 16   | 1    | 1:36.0 | 池添謙一 | （Vinculo）  |
| 19/1/2020  | 日本     | 京都 | 草1600 |      | 白梅賞       | 54   | 7    | 9    | 5    | 1:37.0 | 池添謙一 | 心弦列車     |
| 8/2/2020   | 日本     | 京都 | 草1600 | L    | 小妖精錦標   | 54   | 11   | 12   | 4    | 1:34.8 | 池添謙一 | 謀勇兼備     |
| 15/3/2020  | 日本     | 阪神 | 草1400 | GII  | 雌馬賽       | 54   | 5    | 18   | 1    | 1:21.0 | 岩田康誠 | （山勝魚姬） |
| 12/4/2020  | 日本     | 阪神 | 草1600 | GI   | 櫻花賞       | 55   | 18   | 18   | 9    | 1:37.3 | 岩田康誠 | 謀勇兼備     |
| 10/4/2021  | 日本     | 阪神 | 草1600 | GII  | 阪神牝馬錦標 | 54   | 12   | 12   | 5    | 1:32.2 | 岩田康誠 | 添翼         |
| 15/5/2021  | 日本     | 東京 | 草1400 | GII  | 京王盃春季盃 | 54   | 4    | 17   | 7    | 1:20.3 | 岩田康誠 | 禮讚歌詠     |
| 5/12/2021  | 日本     | 中山 | 草1200 | L    | 青金石錦標   | 55   | 2    | 16   | 1    | 1:07.9 | 龜田溫心 | （大成前程） |
| 30/1/2022  | 日本     | 中京 | 草1200 | GIII | 絲路錦標     | 55   | 13   | 18   | 6    | 1:08.4 | 龜田溫心 | 齊叫好       |

## 退役後
退役後，歌頌詩成為了繁殖雌馬，於北海道新日高町藤原牧場休養，在2023年進行配種。首匹子嗣於2024年出生，可於2026年出賽。

### 詳細繁殖資料
| 數目   | 馬名       | 出生年 | 性別 | 父系 | 練馬師 | 馬主 | 戰績       |
| ------ | ---------- | ------ | ---- | ---- | ------ | ---- | ---------- |
| 第一匹 | 歌頌詩2024 | 2024   | 雄   | 龍王 |        |      | （未出戰） |

## 血統簡介
父系一路通爲日本賽駒，生涯戰績優秀，曾勝出秋季天皇賞、杜拜免稅店盃及安田紀念，更於2014年在朗琴世界馬匹年終排名中以130分成爲最高國際評分的賽駒。祖父真心呼喚亦爲日本賽駒，生涯戰績優秀，曾於2005年有馬紀念擊敗無敗三冠馬大震撼奪得冠軍，亦於其後贏得杜拜司馬經典賽。
母系Strike Root為美國生產的日本賽駒，生涯戰績不佳僅勝出兩場賽事。外祖父Smart Strike爲加拿大生產的美國賽駒，生涯戰績不俗，曾勝出一項一級賽，退役後亦有不俗的配種成績。

### 血統表
| 父線：週日寧靜系（Halo系）          |                             |                 |                 |
| 種馬 一路通 2009年（棗色）          | 真心呼喚 2001年（棗色）     | 週日寧靜        | Halo            |
| 種馬 一路通 2009年（棗色）          | 真心呼喚 2001年（棗色）     | 週日寧靜        | Wishing Well    |
| 種馬 一路通 2009年（棗色）          | 真心呼喚 2001年（棗色）     | Irish Dance     | 東來兵          |
| 種馬 一路通 2009年（棗色）          | 真心呼喚 2001年（棗色）     | Irish Dance     | Buper Dance     |
| 種馬 一路通 2009年（棗色）          | Sibyl 1999年（棗色）        | 再度狂野        | Icecapade       |
| 種馬 一路通 2009年（棗色）          | Sibyl 1999年（棗色）        | 再度狂野        | Bushel-n-Peck   |
| 種馬 一路通 2009年（棗色）          | Sibyl 1999年（棗色）        | Charon          | Mo Exception    |
| 種馬 一路通 2009年（棗色）          | Sibyl 1999年（棗色）        | Charon          | Double Wiggle   |
| 繁殖雌馬 Strike Root 2010年（栗色） | Smart Strike 1992年（棗色） | 淘金者          | Raise a Native  |
| 繁殖雌馬 Strike Root 2010年（栗色） | Smart Strike 1992年（棗色） | 淘金者          | Gold Digger     |
| 繁殖雌馬 Strike Root 2010年（栗色） | Smart Strike 1992年（棗色） | Classy 'n Smart | Smarten         |
| 繁殖雌馬 Strike Root 2010年（栗色） | Smart Strike 1992年（棗色） | Classy 'n Smart | No Class        |
| 繁殖雌馬 Strike Root 2010年（栗色） | Tadwiga 1995年（棗色）      | 神話王          | 北地舞人        |
| 繁殖雌馬 Strike Root 2010年（栗色） | Tadwiga 1995年（棗色）      | 神話王          | Fairy Bridge    |
| 繁殖雌馬 Strike Root 2010年（栗色） | Tadwiga 1995年（棗色）      | Euromill        | Shirley Heights |
| 繁殖雌馬 Strike Root 2010年（栗色） | Tadwiga 1995年（棗色）      | Euromill        | Green Lucia     |
| 雌系：號族：11-a                    |                             |                 |                 |
| 五代內近親交配：新北區 5×5          |                             |                 |                 |

## 命名由來
名字Epos（エーポス）於德語中，意思是史诗，香港則以「歌頌詩」作為翻譯。

## 外部連結
- 歌頌詩 netkeiba.com （页面存档备份，存于）
- 血統表 （页面存档备份，存于）